# Aloeides braueri
Aloeides braueri is een vlinder uit de familie van de Lycaenidae. De wetenschappelijke naam van de soort is voor het eerst gepubliceerd in 1968 door Gerald Edward Tite en Charles Gordon Campbell Dickson.
De soort komt voor in Zuid-Afrika.